# کانیتسه کارول
کانیتسه کارول (انگلیسی: Canice Carroll؛ زادهٔ ۲۶ ژانویهٔ ۱۹۹۹) بازیکن فوتبال اهل بریتانیا است.
از باشگاه‌هایی که در آن بازی کرده‌است می‌توان به باشگاه فوتبال آکسفورد یونایتد و باشگاه فوتبال کارلایل یونایتد اشاره کرد.
وی همچنین در تیم‌های ملی فوتبال Republic of Ireland national under-17 football team, Republic of Ireland national under-18 football team, Republic of Ireland national under-19 football team، و زیر ۲۱ سال جمهوری ایرلند بازی کرده‌است.